# Messier 65
Messier 65 (NGC 3623) é uma galáxia espiral na direção da constelação de Leo. Possui uma ascensão reta de 11 horas, 18 minutos e 55.9 segundos, e uma declinação de +13º 05' 37".
Junto com M66 e NGC 3628, formam o famoso Trio Leo, um pequeno grupo de galáxias.
A galáxia M65 foi descoberta por Charles Messier, em 1780.

## Descoberta e visualização

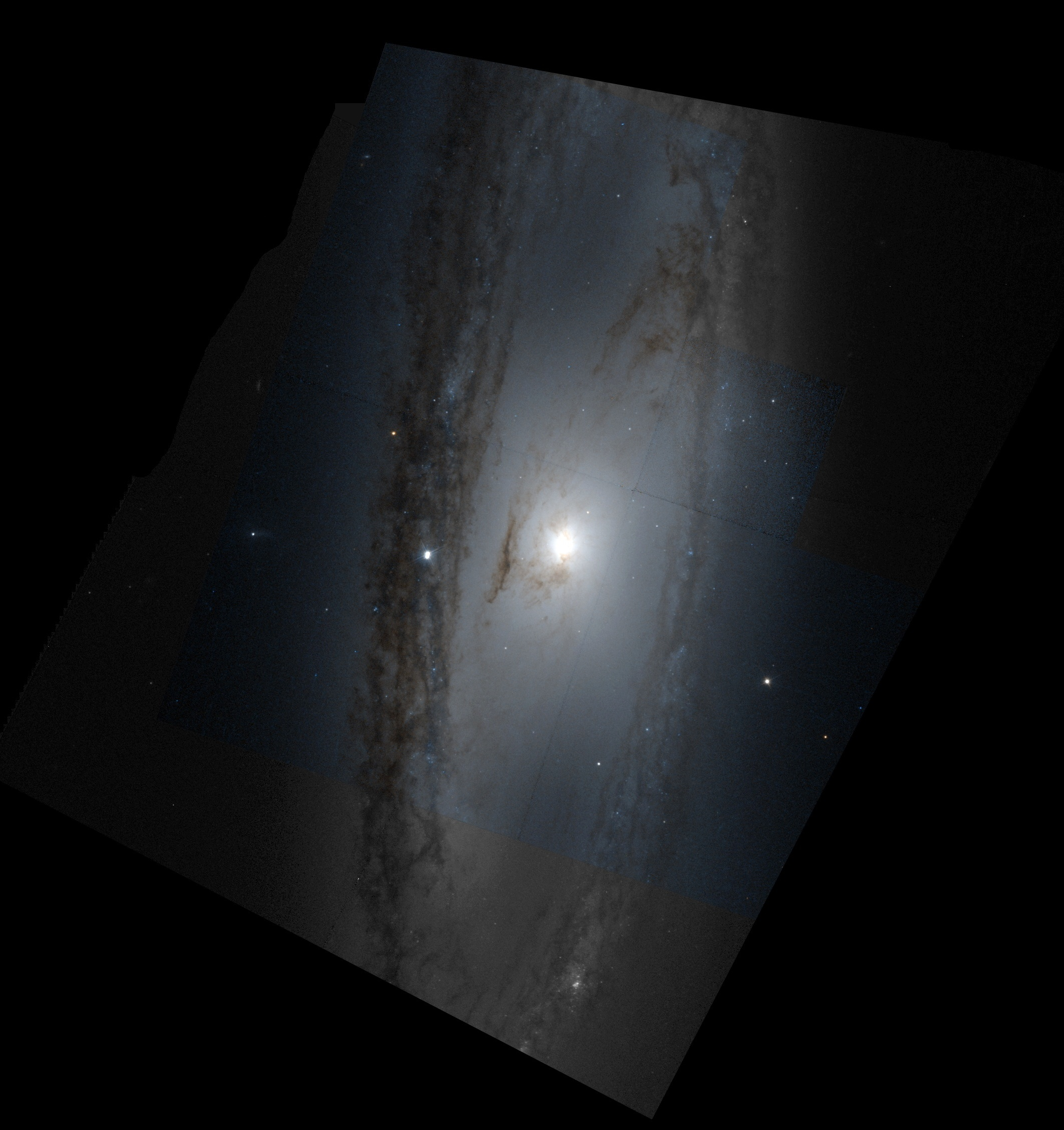
Messier 65, Telescópio Espacial Hubble

A galáxia espiral foi descoberta pelo astrônomo francês Charles Messier, descobrindo na mesma ocasião Messier 66. Ambos foram catalogados em 1 de março de 1780 e Messier descreveu M65 como uma "nebulosa muito tênue sem estrelas". Ao descrever a descoberta da galáxia, William Henry Smyth atribuiu erroneamente a descoberta de M65, M66 e M68 ao amigo e colega de observatório de Messier, Pierre Méchain, erro propagado historicamente mesmo em livros mais recentes.

## Características
A galáxia, juntamente com Messier 66 e NGC 3628, formam um grupo galáctico, conhecido como o Trio do Leão, localizado a cerca de 35 milhões de anos-luz em relação à Terra. Embora esteja próximo de suas companheiras de grupo, ou seja, está ligada gravitacionalmente com os outros membros de seu grupo, a galáxia praticamente não tem alterações significativas em sua estrutura. Seu conjunto de braços é denso e seu núcleo galáctico é lenticular e denso. Seu diâmetro aparente na esfera celeste é de 8,5 minutos de grau, o que corresponde a um diâmetro real de 87 000 anos-luz.
Uma de suas principais características é a nuvem interestelar que obscurece parcialmente a luminosidade da galáxia. Seu disco é constituído por uma população estelar velha, embora em sua borda seja possível visualizar lguns pontos azuis onda há formação estelar.

## Galeria

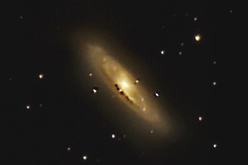
Messier 65, Scott Antilla
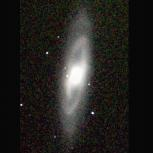
Messier 65, projeto 2MASS
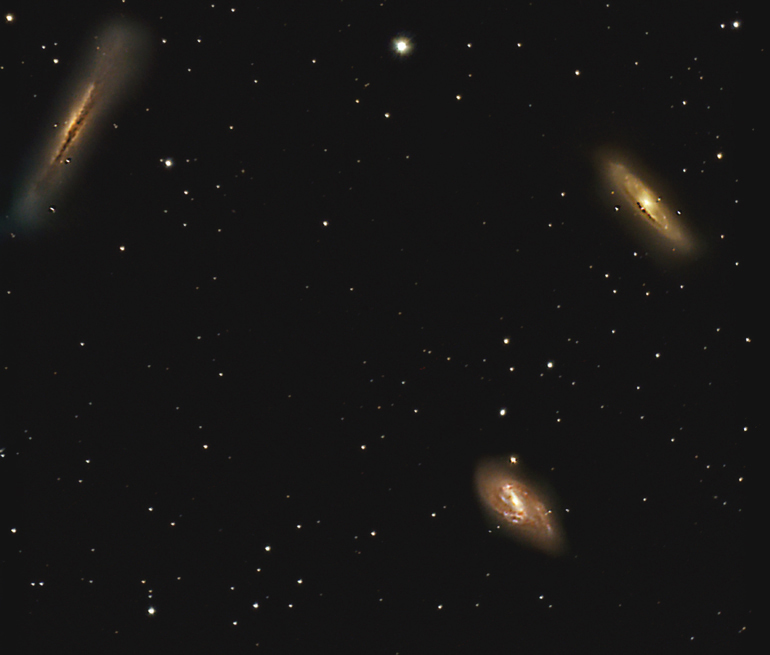
Trio do Leão, com M65 no canto direito superior